# Kr0ne
Джошуа Бегер (род. 18 апреля 1988), также известный под ником «Kr0ne» — профессиональный немецкий киберспортсмен, игрок в FIFA. Победитель World Cyber Games 2009, чемпион Германии 2010 года. Выступает за команду Team Acer.

## Достижения
2009 год
 ESL Sports Fußball Meisterschaft Pre-Season Finals (Германия, Кёльн) — 2470$
 World Cyber Games 2009 (Китай, Чэнду) — 10000$
2010 год
 WCG 2010 Germany Finals (Германия, Лейпциг)